# Lenguas de los ángeles
Lenguas de los ángeles son una forma de adoración que se encuentra en el judaísmo de la época del Segundo Templo.
En la Biblia hebrea, el concepto es desconocido, los ángeles solo hablan en lenguas humanas.
En los Manuscritos del Mar Muerto, o Rollos de Qumrán, el concepto aparece en el conjunto de himnos litúrgicos para los sacrificios del Sábado.
Más tarde, en Alejandría un concepto relacionado aparece entre los miembros femeninos de las sinagogas judías liberales (los Terapéutos). El texto principal es el apócrifo Testamento de Job.
Es posible que la mención de "las lenguas de los ángeles" en la Primera epístola a los corintios capítulo 13 es una referencia a la influencia de Alejandría en el culto en Corinto.